# フナイン・イブン・イスハーク

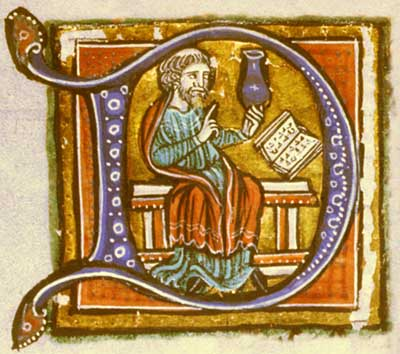
『エイサゴーゲー』の写本に描かれたフナイン・ブン・イスハーク・アル＝イバーディー

フナイン・イブン・イスハーク（シリア語 (マクロランゲージ): ܚܢܝܢ ܒܪ ܐܝܣܚܩ, アラビア語: أبو زيد حنين بن إسحاق العبادي; ’Abū Zayd Ḥunayn ibn ’Isḥāq al-‘Ibādī、808年頃–873年頃）は、バグダードに置かれた学術機関である「知恵の館（バイト・アル＝ヒクマ）」で活躍した学者。ラテン語の文献の中では、 Johannitius 又は Iohannitius（ヨハンニティウス）の名前でも知られる。

## 生涯
ユーフラテス川沿いのヒーラに生まれた、アッシリア人のネストリウス派のキリスト教徒であった彼は、ギリシア語・アラビア語のほかシリア語にも通じており、9世紀のアッバース朝カリフであるマームーンの時代に設けられた「知恵の館」の主任翻訳官を務めた。彼のもとでネストリウス派キリスト教の知識人が集められ、古代の医学書や哲学書の翻訳が推進された。その中にはプラトンの『国家論』やアリストテレスの『形而上学』、プトレマイオスの『シュンタクシス（数学全書、アルマゲスト）』、ヒポクラテスやガレノスの医学書などが含まれた。翻訳にあたっては、ビザンツ帝国からも写本を購入して比較を行うなど、文献批判を通じて正確さにも留意した。

## 影響
こうした功績は、のちのアラブ人学者による研究の進展に大きく寄与することになった。
医学者としても活躍し、著書の『ガレノス医学入門』はラテン語訳され、中世ヨーロッパにも影響を与えている。

## 業績

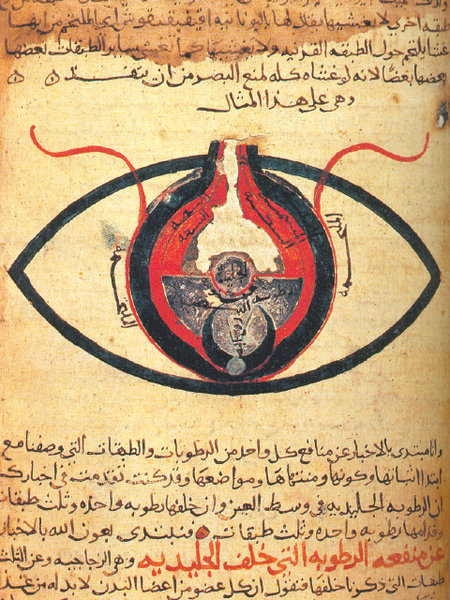
フナイン・イブン・イスハークの写本に描かれた眼。1200年頃の手写本の挿絵

フナイン・イブン・イスハークは、翻訳事業と自分自身の研究の両分野にわたって、多数の執筆を行うことにその生涯を捧げた。

### 独自の研究
フナインは、哲学、宗教、医学を含むさまざまな主題の本を執筆した。アラビア語の文法や辞書の編集方法についての本もある。『いかにして宗教を把握するか』と題した本においては、フナインは、奇跡などの宗教の真実が、おそらく人間によって作られるのではなく、人間がいくつかの現象に関する事実を説明出来ないことによって作られるものであると述べ、宗教に対して後ろ向きの気持ちになって増長するのは誤りであると述べた。

#### 眼科学
フナイン・イブン・イスハークは、眼科学分野に業績を残した。彼のヒトの目についての研究は、彼の創意のある著作『眼科学についての十論』にまとめられている。この著作は、眼科学分野をはじめて体系的に捉えたものとして知られる。そして、おそらくは当時の医科学校において好んで使われていた。この本の中でフナインは、目の病気、その症状、治療法などといった、目の構造と解剖学的知見を細部にわたるまで詳細にしている。嚢胞と腫瘍の性質と、これらが引き起こす腫脹についても述べている。また、さまざまな種類の角膜潰瘍を手術によって治療するやり方も説明しており、この中には白内障の治療法も含まれる。『眼科学についての十論』を読むと、フナイン・イブン・イスハークの翻訳家や医者の腕前だけでなく、外科医としての腕前も優れたものを持っていたことが分かる。